# Klaus Richter (Maler)

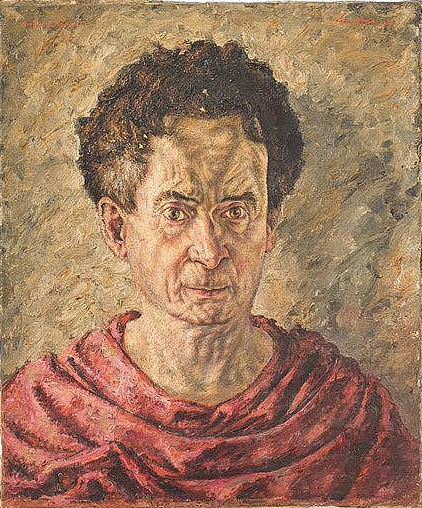
Porträt Maximilian Harden (1924)

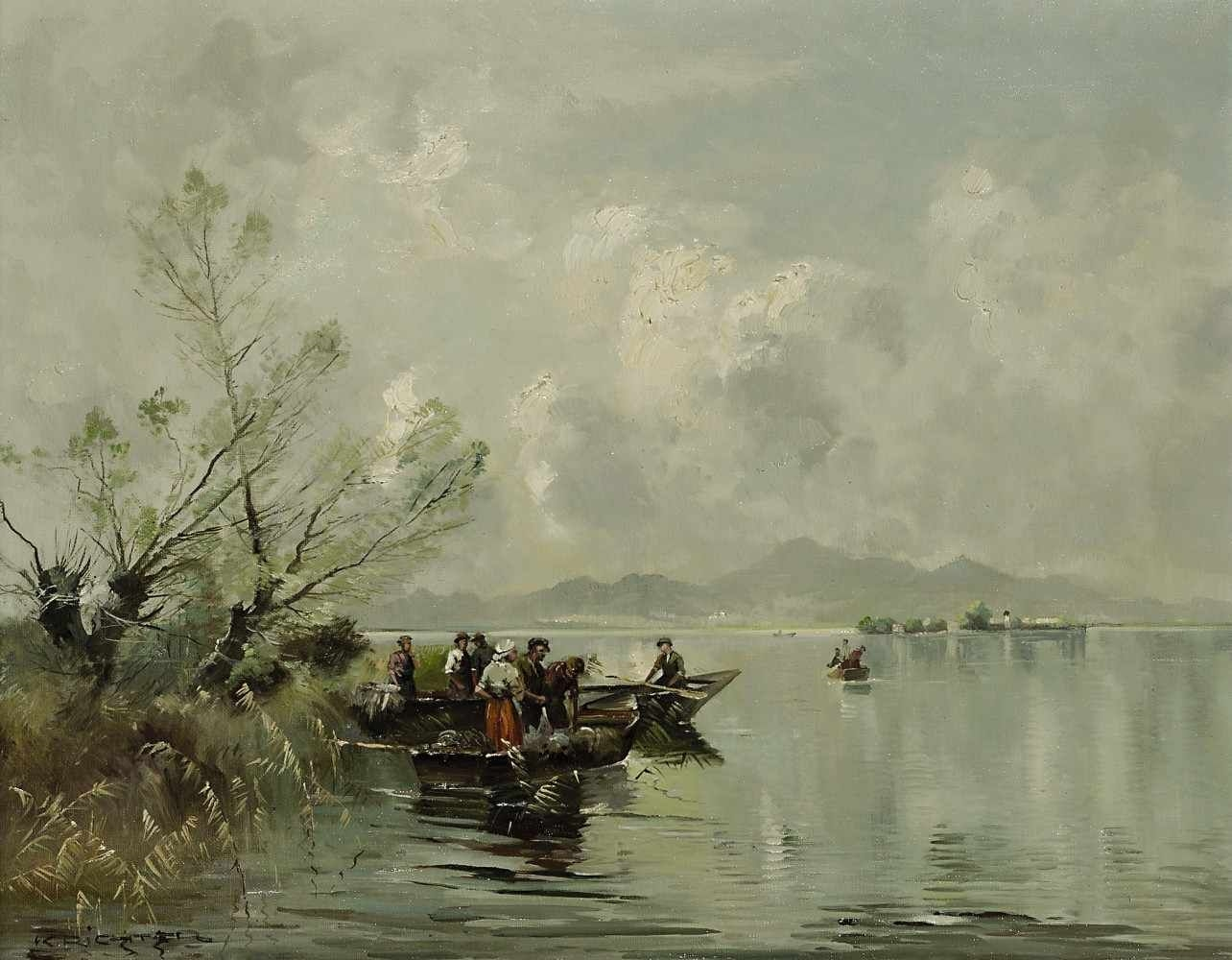
Chiemseefischer (ca. 1930)

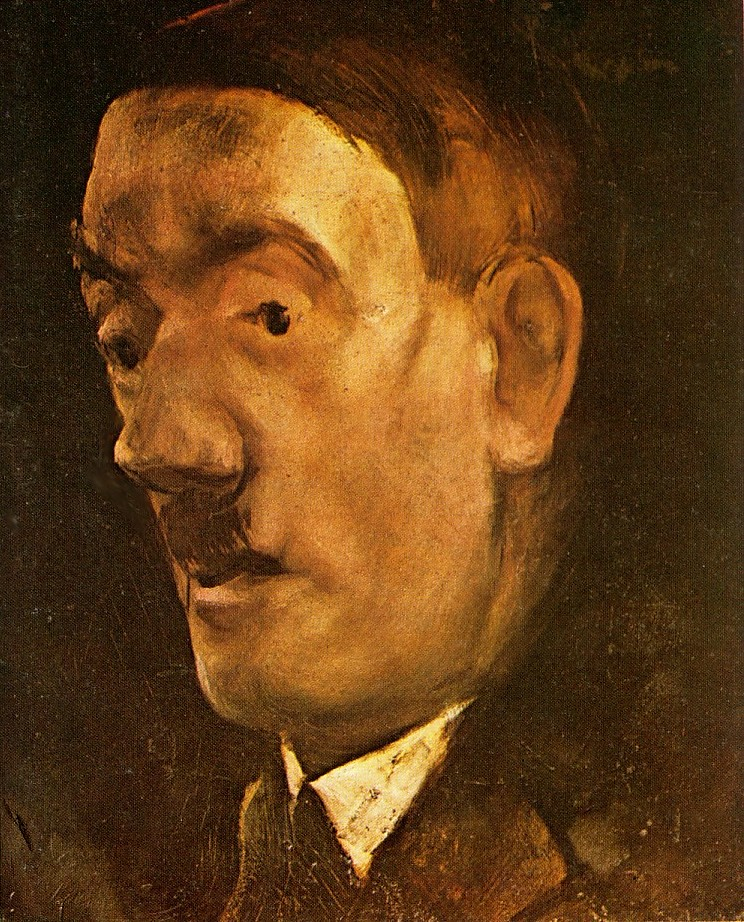
Portrait Adolf Hitler (1941)

Karl Friedrich Klaus Richter (* 25. Januar 1887 in Berlin; † 3. Januar 1948 ebenda) war ein deutscher Maler und Schriftsteller.

## Leben und Werk
Klaus Richter war Sohn eines Arztes und studierte in Mailand und München Philosophie und Sprachen, bevor er sich der Malerei zuwandte. In Paris studierte er anatomisches Zeichnen bei seinem Onkel Robert Richter und wurde dann Schüler von Lovis Corinth in Berlin, wo er auch die Bekanntschaft von Magnus Zeller machte, mit dem er ab 1911 ein gemeinsames Atelier unterhielt. Ebenfalls ab 1911 stellte Richter bei der Berliner Sezession aus.
Gleichzeitig arbeitete er auch als Schriftsteller, war ein Jahr lang Schauspieler bei Max Reinhardt und schuf Bühnenbilder für den frühen Stummfilm. Ab 1919 lehrte er an der Kunstgewerbeschule in Berlin-Charlottenburg, 1922 wurde er dann Professor an der Kunstakademie Königsberg, hier zählten unter anderen Rudi Lesser und Werner Göritz zu seinen Schülern; er hielt auch an der Universität Königsberg Vorlesungen. Ab 1927 war er Professor an der Berliner Hochschule für Bildende Künste. 
Er war ab 1929 Mitglied und von 1937 bis zu seiner Absetzung durch Joseph Goebbels 1940 sowie 1946/47 Vorsitzender des Vereins Berliner Künstler. 1940 erhielt er den Auftrag, ein Porträt Hermann Görings anzufertigen, das allerdings nie abgeliefert wurde. Bei den Sitzungen in der „Wolfsschanze“ entstand auch ohne Auftrag sein künstlerisch bemerkenswertes Porträtgemälde Adolf Hitlers (1941), das in zwei nahezu identischen Versionen erhalten ist. Das Werk stellt den Diktator jenseits der offiziellen Propaganda apathisch und zusammengesunken mit leerem Blick dar. Es gilt als geniale Charakterstudie und wird von der Berliner Kulturwissenschaftlerin Claudia Schmölders in ihrem Werk über die Physiognomie Hitlers behandelt.
Ein weiteres bekanntes Werk ist das Bild Mondlandschaft aus dem Jahre 1943.